# دریک جنسن
دریک جنسن (انگلیسی: Derrick Jensen؛ زادهٔ ۱۹ دسامبر ۱۹۶۰) رمان‌نویس، نویسنده، طرفدار محیط زیست، و فیلسوف اهل ایالات متحده آمریکا است.